# Вивиан Лий
Вивиан Лий, Лейди Оливие (на английски: Vivien Leigh, Lady Olivier) е английска актриса. Носителка е на две награди на филмовата академия на САЩ за ролите ѝ на Скарлет О'Хара в Отнесени от вихъра (1939 г.) и Бланш Дюбоа в Трамвай „Желание“ (1951 г.).  През 1999 г. Американският филмов институт включва Лий под Номер-16 в класацията на най-големите жени звезди на класическото холивудско кино.
Превъплъщенията ѝ на театралната сцена са разнообразни (от героините на Ноел Кауърд и Джордж Бърнард Шоу до шекспировите Офелия, Клеопатра, Жулиета и Лейди Макбет) и често в партньорство с Лорънс Оливие – на сцената и като неин режисьор.
Възхвалявана е предимно за красотата ѝ, което самата Вивиан Лий смятала за пречка в приемането ѝ като сериозна актриса, но в действителност най-големи трудности по пътя ѝ създало нейното нестабилно здраве. През по-голямата част от съзнателния си живот е страдала от биполярно разстройство, което ѝ създало репутация на човек с труден характер и в резултат повлияло негативно върху актьорската ѝ кариера. Развежда се с Лорънс Оливие през 1960 г. и до смъртта си продължава спорадично да работи в киното и театъра. Вивиан Лий умира от туберкулоза на 8 юли 1967 г.

## Биография

### Младежки години и кариера като актриса
Лий е родена като Вивиан Мари Хартли в Даржийлинг, Западна Бенгалия, Индия, в семейството на Ернест Хартли, английски офицер от индийската кавалерия и Гертруд Робинсън Яки, чийто произход е под въпрос. Те се женят в Кенсингтън, Лондон през 1912 г. През 1917 г. Ернест Хартли е преразпределен в Бангалор, а Гертруд и Вивиън остават в Оотакамунд. Вивиън Хартли се появява за първи път на сцена, когато е на три години, рецитирайки „Малкия Бо Пийт“ в аматьорската театрална трупа на майка си. Гертруд се опитва да накара дъщеря си да цени литературата и я учи на произведенията на Ханс Кристиян Андерсен, Луис Карол и Ръдиард Киплинг, както и легендите на гръцката митология и индийския фолклор. Тъй като е единствено дете, Вивиан е изпратена в Манастира на свещеното сърце в Роухемптън, Англия през 1920 г., когато е била на шест и половина. Най-близката ѝ приятелка от училището в манастира е бъдещата актриса Морийн О'Съливан, на която разкрива желанието си да стане велика актриса.
Вивиън Хартли завършва образованието си в Европа и се връща при родителите си в Англия през 1931 г. Тя разбира, че един от филмите на Морийн О'Съливан върви в Лондон Уест Енд и споделя на родителите си за амбицията да стане актриса. И двамата я подкрепят, а баща ѝ ѝ помага да влезе в Кралската Академия по Драматични Изкуства в Лондон.
В края на 1931 г. тя среща Хърбърт Лий Холман, известен като Лий, адвокат, тридесет години по-възрастен от нея. Въпреки неговото неодобрение към хората, занимаващи се с театър, те се женят на 20 декември 1932 г., и след брака, тя прекъсва обучението си в Академията. На 12 октомври 1933 г. тя ражда дъщеря, Сузан, но скоро започва да се задушава от семейния живот. Нейните приятели я предлагат за малка роля във филма „Things Are Looking Up“, който е нейният филмов дебют. Тя си наема агент, Джон Глидън, който вярва, че името Вивиан Холман не е подходящо за актриса, и след като тя отхвърля предложението му за Ейприл Морн, приема Вивиан Лий като професионалното си име. Глидън я предлага на Александър Корда като филмова актриса, но той отказва, тъй като смята, че тя няма потенциал.
След като е избрана за пиесата Маската на Добродетелта през 1935 г., Лий получава отлични отзиви, последвани от интервюта и статии, сред които и в Дейли Експрес, където журналистът отбелязва „светкавична промяна мина през лицето ѝ“, което е първото публично споменаване за рязка промяна в настроенията, което всъщност става една от характеристиките ѝ. Джон Бетжемън, бъдещият поет лауреат, също пише за нея като за „същността на английското моминство“. Корда, който присъства на нейната премиера, признава грешката си и подписва филмов договор с нея, като написва името ѝ Вивиън Лий. Тя продължава с пиесата си, но когато Корда я премества в по-голям театър, Лий не успява да повиши достатъчно гласа си или да задържи вниманието на толкова голяма публика, и пиесата скоро е закрита.

### Среща с Лорънс Оливие
Лорънс Оливие вижда Лий в Маската на Доброделта, и след като я поздравява за изпълнението ѝ, между тях се завързва приятелство. Докато играят любовници във филма „Пожар над Англия“ (1937), Оливие и Лий откриват, че са силно привлечени един от друг и след като снимките приключват, те започват афера. Оливие по това време е женен за актрисата Джил Есмонд. По това време Лий прочита романа „Отнесени от вихъра“ на Маргарет Мичъл и нарежда на своя американски агент да я предложи на Дейвид О. Селзник, който планува филмовата версия. Тя отбелязва пред журналист: „Аз сама се избрах за ролята на Скарлет О'Хара“. Филмовият критик К. А. Лежун отблязва: „Тя ни смая всички, като заяви, че е сигурна, че Оливие няма да играе Рет Бътлър, но аз ще бъда Скарлет О'Хара. Почакайте и ще видите.“
Лий изиграва Офелия от „Хамлет“ на Оливие, продукция на Олд Вик Тиътър, и Оливие по-късно си спомня един инцидент в гримьорната, по повод нейните чести промени в настроението. Без някаква очевидна провокация, тя започва да му крещи, след това изведнъж спира и се втренчва в пространството. Тя изпълнява ролята без грешка, а на следващия ден се връща към нормалното си поведение, без дори да си спомня случката. Това е първият път, в който Оливие става свидетел на това държане от нейна страна. Те започват да живеят заедно, след като съпрузите им отказват да им дадат развод.
Лий играе с Робърт Тейлър, Лайънъл Баримор и Морийн О'Съливан в „Янки в Оксфорд“ (1938), първият ѝ филм, който привлича внимание в САЩ. По време на продукцията, започва да ѝ се носи име на труден и неразумен характер, и Корда инструктира агента ѝ да я предупреди, че договорът ѝ няма да бъде подновен, ако тя не подобри поведението си. Следващата ѝ роля е в „St. Martin's Lane“ (1938) с Чарлс Лотон.

### Международен успех
Оливие се опитва да разшири филмовата си кариера; въпреки успеха му във Великобритания, той не е добре известен в САЩ и ранните му опити да се представи на американската сцена претърпяват неуспех. Когато му предлагат ролята на Хийтклиф в продукцията на Самюел Голдуин „Брулени хълмове“ (1939), той заминава за Холивуд, оставяйки Лий в Лондон. Голдуин и филмовият режисьор Уилям Уайлър, предлагат на Лий ролята на Изабела, но тя отказва, заявявайки, че би играла единствено Кети, роля, която вече е дадена на Мерле Оберон.
Холивуд усилено търси актриса, която да изиграе Скарлет О'Хара в продукцията на Дейвид О. Селзник „Отнесени от вихъра“ (1939). Американският агент на Лий е представител в Лондон на Майрон Селзник Ейгжънси (Майрон е брат на Дейвид) и през февруари 1938 г. той моли името на Вивиън да бъде обмислено за ролята на Скарлет. Същия месец, Дейвид гледа нейната игра в „Огън над Англия“ и „Янки в Оксфорд“, и тя се превръща в сериозен претендент за ролята. Между февруари и август, Селзник е разгледал всички нейни английски снимки, и през август, той започва да преговаря с Александър Корда, с когото тя има подписан договор. На 19 октомври, Селзник написва конфиденциално писмо до режисьора Джордж Кюкър: „Аз все още се надявам за това ново момиче“. Лий заминава за Лос Анджелис, за да бъде с Оливие. Когато Майрон Селзник, който също представлява и Оливие, се запознава с Лий, той усеща, че тя има всички качества, който брат му Дейвид, търси. Майрон завежда Лий и Оливие на мястото, където се снима сцената с изгарянето на Атланта и я представя. На следващия ден, Вивиън прочита една сцена за Селзник, който организира сценичен тест и пише на жена си: „Тя е Скарлет и изглежда дяволски добре. Нека никой друг не знае това, освен ти: изборът е сведен до Полет Годар, Джийн Артър и Вивиън Лий“. Режисьорът Джордж Кюкър е вдъхновен от необуздаността на Вивиън и скоро след това ѝ дава ролята.
Снимките се оказват трудни за Лий. Кюкър е освободен и заместен от Виктор Флеминг, с когото Лий често се кара. Тя и Оливия де Хвиланд, тайно се срещат с Кюкър нощем или през уикендите, за съвет как да изиграят ролите си. Тя се сприятелява с Кларк Гейбъл и съпругата му – Карол Ломбард, както и с Де Хавиланд, но не успява с Лесли Хауърд, с когото трябва да изиграе няколко емоционални сцени. За нейно голямо нещастие, понякога тя трябва да работи седем дни в седмицата, често до толкова късно, че не успява да се види с Оливие, който работи в Ню Йорк. Тя пише на Лий Холман: „Ненавиждам Холивуд (....) Никога няма да свикна – как мразя да се снимам във филми“.
През 2006 г. Де Хавиланд отговаря на твърденията за маниакалното поведение на Лий по време на снимките на „Отнесени от вихъра“, публикувани в биографията на Лорънс Оливие. Тя защитава Лий, твърдейки „Вивиън е невероятен професионалист, невероятно дисциплинирана по време на „Отнесени от вихъра“. Тя имаше само две големи тревоги: да изиграе възможно най-добре тази изключително трудна роля и това, че е разделена от Лари [Оливие], който беше в Ню Йорк“.
„Отнесени от вихъра“ привлича вниманието върху Лий, носи ѝ слава, но тя казва: „Аз не съм филмова звезда – аз съм актриса. Да бъдеш филмова звезда – само филмова звезда – е фалшив живот, изживян за фалшиви ценности и известност. Актрисите са известни дълго време и за тях има прекрасни роли“. Сред десетте Оскара, присъдени на Отнесени от Вихъра, има и награда за най-добра актриса за Лий, която също печели и наградата на Нюйоркските филмови критици.

## Избрана филмография
| Година | Филм               | Оригинално заглавие      | Роля           | Режисьор       |
| ------ | ------------------ | ------------------------ | -------------- | -------------- |
| 1939   | Отнесени от вихъра | Gone with the Wind       | Скарлет О'Хара | Виктор Флеминг |
| 1951   | Трамвай „Желание“  | A Streetcar Named Desire | Бланш Дюбоа    | Елия Казан     |